# Esencial (álbum de Ricky Martin)
Esencial es un álbum de grandes éxitos del cantante puertorriqueño Ricky Martin. Se lanzó por Legacy Recordings el 6 de julio de 2018. Fue editado en España y Portugal coincidiendo con la gira de Martín en agosto y septiembre de 2018. El disco contienes dos CD con 30 canciones incluyen principalmente sus éxitos en español, la primera parte contiene temas uptempo y la segunda baladas.

## Antecedentes
Entre el 14 de agosto y el 1 de septiembre de 2018, Martín realizó una gira por España. Posteriormente, entre el 4 y el 9 de septiembre de 2018, también ofreció conciertos en Hungría, Polonia y República Checa. Coincidiendo con su gira, Sony Music Legacy Recordings lanzó Esencial con 30 de sus éxitos, incluido el último «Vente pa'ca» con Maluma y «La mordidita» con Yotuel. También se incluyeron clásicos como «María», «La copa de la vida» y «Livin' la vida loca».

## Lista de canciones
| Disco uno |                                             |                         |          |  |
| N.º       | Título                                      | Álbum                   | Duración |  |
| 1.        | «Vente pa'ca» (con Maluma)                  | Sin álbum               | 4:19     |  |
| 2.        | «La mordidita» (con Yotuel)                 | A quien quiera escuchar | 3:29     |  |
| 3.        | «Jaleo» (versión en español)                | Almas del silencio      | 3:41     |  |
| 4.        | «María» (Spanglish Radio Edit)              | A medio vivir           | 3:59     |  |
| 5.        | «La copa de la vida» (Spanglish Radio Edit) | Vuelve                  | 4:37     |  |
| 6.        | «Pégate» (Radio Edit)                       | MTV Unplugged           | 3:10     |  |
| 7.        | «La bomba»                                  | Vuelve                  | 4:34     |  |
| 8.        | «Lola, lola»                                | Vuelve                  | 4:45     |  |
| 9.        | «Livin' la vida loca» (versión en español)  | Ricky Martin            | 4:02     |  |
| 10.       | «Shake Your Bon-Bon»                        | Ricky Martin            | 3:11     |  |
| 11.       | «She Bangs» (versión en español)            | Sound Loaded            | 4:34     |  |
| 12.       | «Dame más»                                  | Sound Loaded            | 3:52     |  |
| 13.       | «Adiós»                                     | A quien quiera escuchar | 3:59     |  |
| 14.       | «Déjate llevar»                             | Life                    | 3:33     |  |
| 15.       | «Más»                                       | Música + alma + sexo    | 4:10     |  |

| Disco dos |                                                     |                      |          |  |
| N.º       | Título                                              | Álbum                | Duración |  |
| 1.        | «Lo Mejor de Mi Vida Eres Tú» (con Natalia Jiménez) | Música + alma + sexo | 3:36     |  |
| 2.        | «Tu recuerdo» (con La Mari and Tommy Torres)        | MTV Unplugged        | 4:07     |  |
| 3.        | «Y todo queda en nada»                              | Almas del silencio   | 4:36     |  |
| 4.        | «Tal vez»                                           | Almas del silencio   | 4:38     |  |
| 5.        | «Bella»                                             | Ricky Martin         | 4:54     |  |
| 6.        | «No importa la distancia» (de Hercules)             | Vuelve               | 4:51     |  |
| 7.        | «Asignatura pendiente»                              | Almas del silencio   | 3:55     |  |
| 8.        | «Vuelve»                                            | Vuelve               | 5:07     |  |
| 9.        | «Somos la Semilla»                                  | A medio vivir        | 3:52     |  |
| 10.       | «Perdido sin ti»                                    | Vuelve               | 4:10     |  |
| 11.       | «Te extraño, te olvido, te amo»                     | A medio vivir        | 4:38     |  |
| 12.       | «A medio vivir»                                     | A medio vivir        | 4:41     |  |
| 13.       | «Fuego de noche, nieve de día»                      | A medio vivir        | 5:34     |  |
| 14.       | «El amor de mi vida»                                | La historia          | 3:56     |  |
| 15.       | «Fuego contra fuego»                                | La historia          | 4:28     |  |

## Posicionamiento en listas
| Listas (2018)       | Mejor posición |
| ------------------- | -------------- |
| España (PROMUSICAE) | 62             |
| Portugal (AFP)      | 23             |